# 野沢春日
野沢 春日（のざわ はるひ、1990年1月2日 - ）は、元テレビ東京のアナウンサー。

## 来歴
石川県金沢市出身。明治大学国際日本学部国際日本学科卒業。大学時代はトライアスロンをしていた。
2013年4月1日、テレビ東京に入社。同期に鷲見玲奈（2020年3月に退職）がおり、2011年以来2年ぶりにテレビ東京へ新卒採用されたアナウンサーである。主に経済・報道・情報番組を担当していた。
2015年、テレビ放送見逃し配信ポータルサービス「TVer（ティーバー）」の宣伝キャラクター（テレビ東京代表）として出演。
2023年6月30日付でテレビ東京を退社。そこからフリーアナウンサーとして活動。

## 担当番組

### 過去
- 7スタライブ（2013年10月 - 2015年6月、アシスタント）
- 一夜づけ（2013年4月 - 10月、同期の鷲見玲奈と共に出演）
- L4 YOU!
- なないろ日和!（2014年4月1日 - 2017年3月28日、月曜日から火曜日）
- 日経プラス10（2018年10月24日、サブキャスター）
- ウイニング競馬（2014年4月5日 - ）
- ゆうがたサテライト（2021年3月29日 - 2022年3月29日、月・火曜日担当）
- ニュースモーニングサテライト（2013年7月 - 9月・2014年2月26日 - 2016年11月2日・2017年4月3日 - 2023年3月31日、月・火曜日担当、その後、月から水曜日担当、その後、木・金曜日担当）
- TXN NEWS（不定期）